# سحب عميق

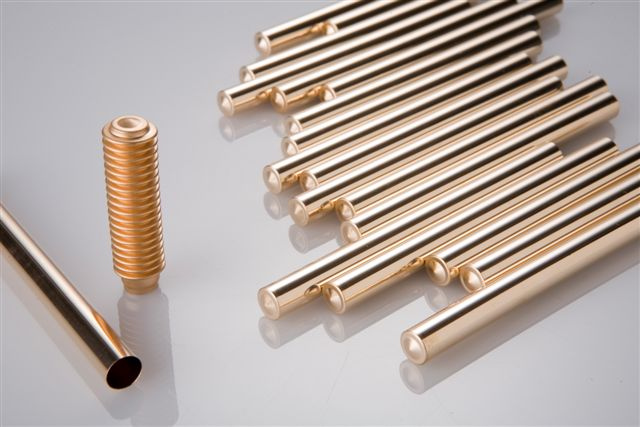

السحب العميق (بالإنجليزية: Deep Drawing)‏ هي عملية تشكيل للألواح المعدنية عن طريق التأثير عليها بقوة ضغط كبيرة من جهة مع وجود فراغ في الجهة المقابلة.
تتم تلك العملية في وجود ضاغط عبارة عن قالب قوى يحيط بالفراغ المراد ضغط المعدن خلاله، والغرض منه منع تموج اللوح المضغوط في أي تجاه آخر أثناء السحب، ويتم التأثير بقوة عن طريق مكبس قوى يسمى سنبك السحب يقوم بالضغط على القرص لأسفل، ويتم صنعه غالبًا من صلب مقسى (صلب العدة) أو من كربيد التنجستن أو من الحديد الزهر، نظرًا لارتفاع صلادة تلك المعادن.
تستخدم هذه العملية لإنتاج الأشكال الإسطوانية أو الصندوقية (أي اشكال تحتوى على فراغ منتظم بداخلها) مثل أوانى الطهى وأحواض المطابخ والطلقات وإسطوانات الغاز وغيرها.
تتخلل عملية السحب العميق أحيانًا عمليات معالجة حرارية لإكساب المعدن الليونة اللازمة للتشكيل، وكذلك يجب استخدام المزلقات أثناء عملية السحب لتقليل الاحتكاك كالزيوت مثلاً.